# Játék az egész
A Játék az egész Nguyen Thanh Hien vietnámi származású magyar énekesnő első stúdióalbuma. Az album 12 teljesen új dalt tartalmaz, mind a hazai könnyűzenei élet kiválóságainak kifejezetten Hien stílusára és egyéniségére írt szerzemények. Hien ezen az albumon dolgozott többek között a United zongoristájával, Romhányi Áronnal, aki a nagy sikerrel debütáló Túl szép című kislemez szerzője is, Mester Tamással, aki már a tévés versenyt követően stúdiómunkába kezdett Hiennel, hogy felvegyék az album címadó dalát, Játék az egész címűt. Hien szintén a Megasztár alatt barátkozott össze Nagy Laci ’Gitano’ énekes, gitáros zeneszerzővel, akivel két dalt is megírtak közösen a lemezre. A szerzők, közreműködők között találhatjuk még a lemez producerét, a Korál együttesből ismert Dorozsmai Pétert, vagy Szakos Krisztiánt (Ákos, Kozma Orsi) és Józsa Alexet.
Stílusát tekintve igazi dögös, lendületes és vidám lemez, amelyen egyaránt szerepelnek diszkósabb és lassabb lüktetésű R’n’B és pop szerzemények is, egy duett és két bónusz feldolgozás a fiatal énekesnő előadásában.

## Az album dalai
1. Túl szép /Romhányi Áron-Szabó Ági/
2. A szíved elrejtem /Romhányi Áron-Dorozsmai Péter/
3. Játék az egész /Mester Tamás-Mester Tamás/
4. Ne fordulj vissza /Józsa Alex-Dorozsmai Péter/
5. Nem leszek ma egyedül /Romhányi Áron-Dorozsmai Péter/
6. Árnyék és a fény /Dorozsmai Péter-Dorozsmai Péter/
7. Valami történt /Romhányi Áron-Szabó Ági/
8. Fogd a kezem /Szakos Krisztián-Szakos Krisztián/
9. Légy te a kérdés /Romhányi Áron – Szűts Rita/
10. Tudom jól (duett SP-vel) /Romhányi Áron–Éder Krisztián/
11. Ugye hívsz /Nagy Laci-Szabó Ági/
12. Érted sír a felhő /Nagy Laci-Szűts Rita/
13. Valami történt zongora verzió /Romhányi Áron-Szabó Ági/
14. Túl szép (Yosh remix) /Romhányi Áron-Szabó Ági/